# Cille Bharra

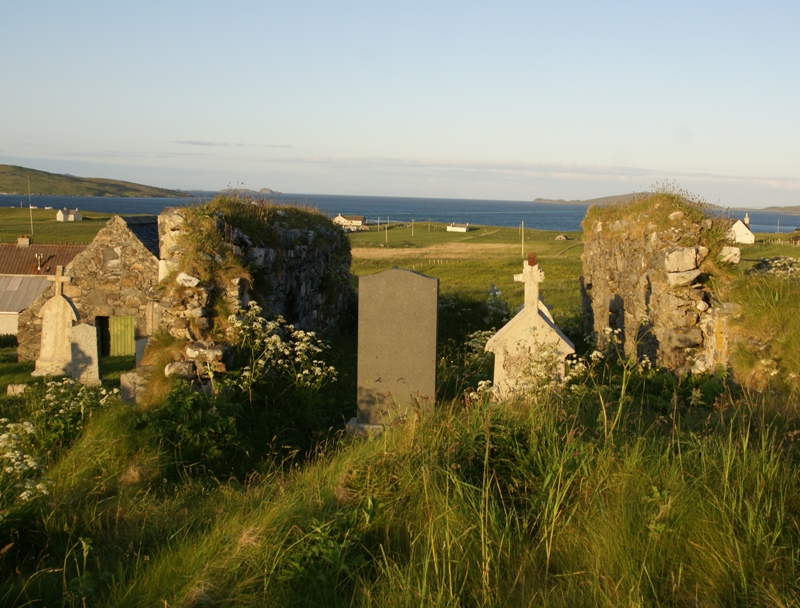
Cille Bharra gezien vanuit het westen: enkel de noord- en zuidmuur zijn overgebleven. Linksachter de noordelijke 'kapel'.

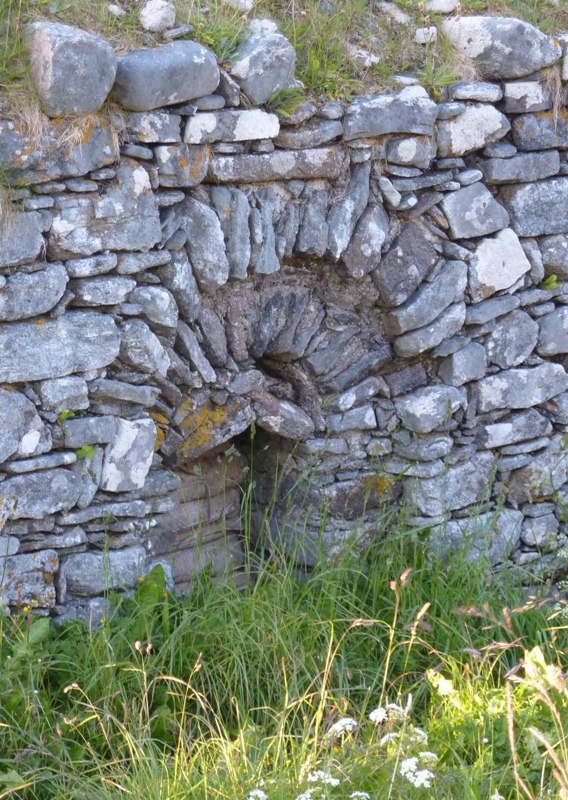
De dertiende-eeuwse toegang in de noordelijke muur.

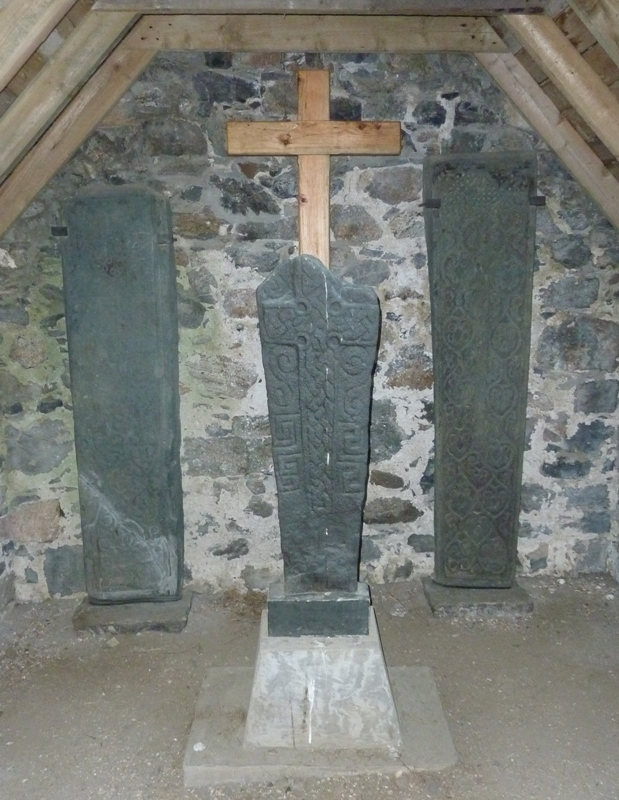
In de noordelijke kapel staan enige grafstenen waaronder een replica van de Kilbar Stone (midden) opgesteld.

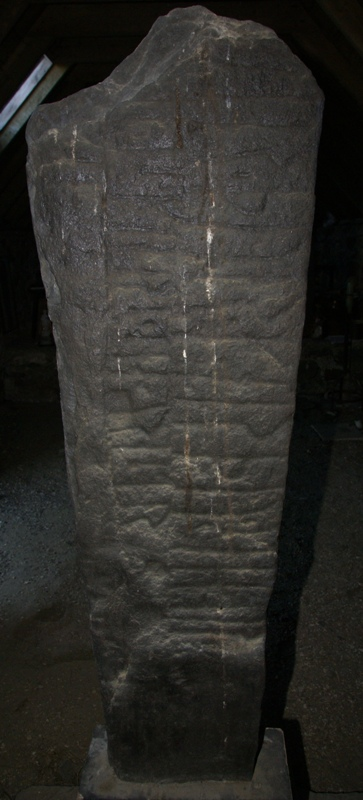
De Kilbar Stone is de enige runensteen gevonden op de Westelijke Eilanden.

Cille Bharra, ook wel St Barr's Church genoemd, is de ruïne van een middeleeuws kloostercomplex, gelegen in Eoligarry op Barra in de Schotse Buiten-Hebriden.

## Geschiedenis
De kerk van Cille Bharra is gewijd aan Sint Finbarr, ook wel Sint Barr genoemd.
Volgens de traditie zou het zich hier handelen om Sint Finbarr van Cork, een Ierse heilige uit de zesde eeuw. De enige overgebleven Schotse hagiografie van deze lokale Sint Finnbarr, geeft echter aan dat Finnbarr Schots was en connecties had met Dornoch in Sutherland en met Barra.
Volgens de archeoloog MacKenzie zou er rond 1697 al sprake zijn geweest van een ruïneuze priorij op deze locatie.

## Bouw

### Kerk en 'kapellen'
Het complex bestond uit een kerk met aan de oostzijde twee "kapellen". Van de kerk zijn enkel de noordelijke en zuidelijke muur overgebleven tot een maximale hoogte van 2,4 meter. Aan de noordzijde bevindt zich een lage toegang, wellicht uit de dertiende eeuw, die vermoedelijk de hoofdingang was. Aan het oosteinde is de basis van het altaar nog zichtbaar. In de 17e eeuw stond hierop een houten beeld van Sint Finnbarr. De kerk was 11,6 meter in de oost-westelijke richting met een breedte van vier meter, waarbij de muren gemiddeld 76 centimeter dik waren.
Aan de noordoostzijde van de kerk staat het zestiende-eeuwse mausoleum, dat bekendstaat als de noordkapel, de St Mary's Chapel en Caibeal Mhuire. Dit gebouw is in de twintigste eeuw voorzien van een nieuw dak om de middeleeuwse grafstenen, die zich op de begraafplaats bevonden, te beschermen tegen de elementen. De noordkapel meet 7,9 bij 3 meter.
In de noordkapel bevindt zich tevens een replica van de Kilbar Stone, die zich tot 1880 op de begraafplaats bevond.
Van de 'zuidkapel' zijn enkel de fundamenten en de westelijke gevel overgebleven. De zuidkapel mat 4,4 bij 2,5 meter.
Op de begraafplaats om de kerk werd onder andere de schrijver Compton MacKenzie begraven.

### Kilbar Stone
De Kilbar Stone is een vroeg christelijke runensteen, die in 1865 werd ontdekt.. Op de voorzijde is een Keltisch kruis afgebeeld, versierd met geometrische patronen. De voorzijde wordt omlijst door ranken.
Op de achterzijde staat verticaal een inscriptie: Dit kruis werd opgericht ter herinnering aan Thorgeth, dochter van Steinar. De steen bevindt zich momenteel in het National Museum of Antiquities in Edinburgh. De Kilbar Stone is de enige runensteen die ooit op de Westelijke Eilanden is gevonden.

## Beheer
Cille Bharra wordt beheerd door de afdeling Ancient Monuments van het Scottish Development Department.